# Ritzisried
Ritzisried ist ein Ortsteil des Marktes Buch im schwäbischen Landkreis Neu-Ulm.

## Geographie
Das Dorf liegt knapp zweieinhalb Kilometer östlich des Hauptortes am westlichen Rand des Oberroggenburger Waldes im Tal der jungen Biber.

## Geschichte

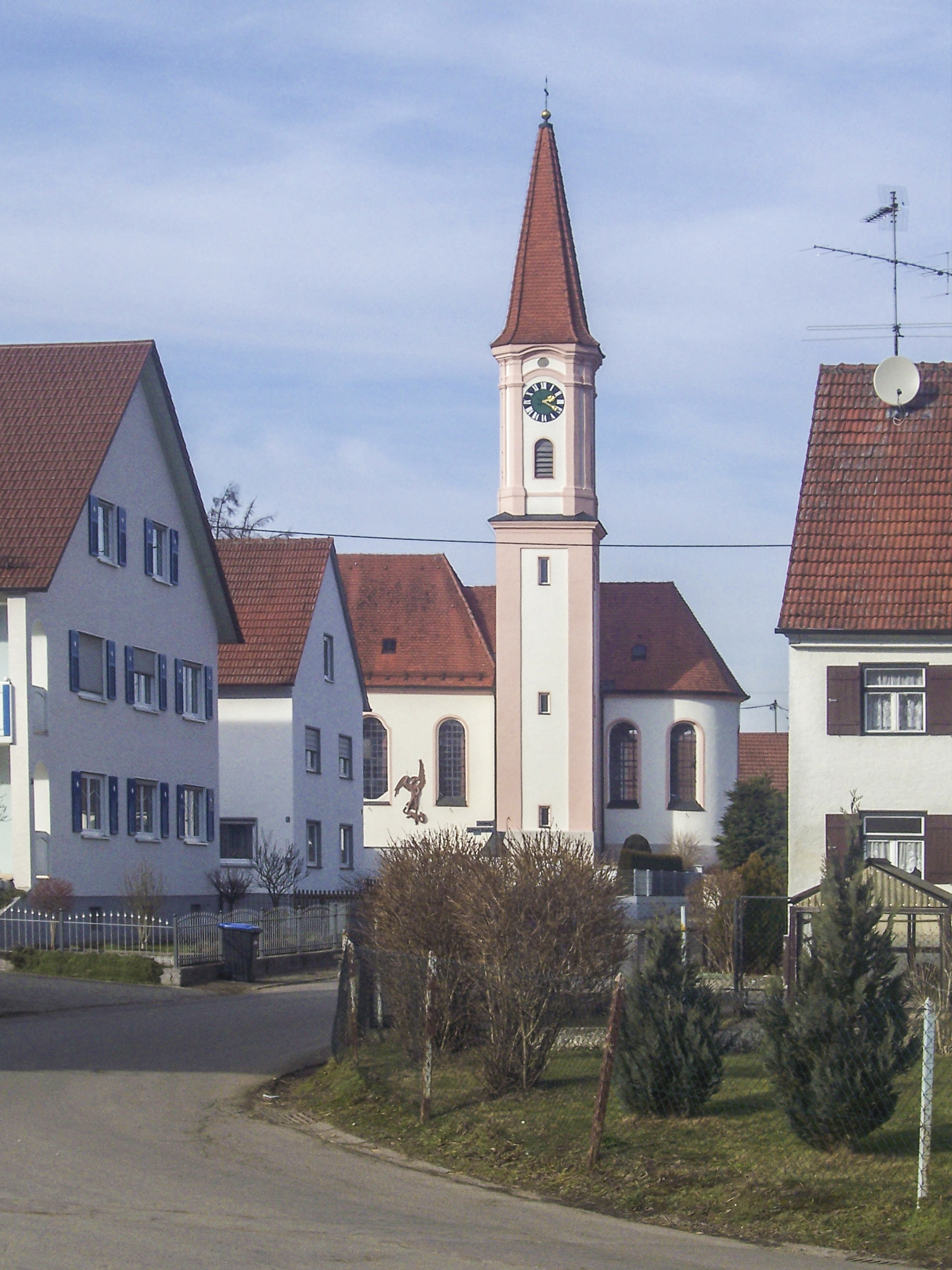
St. Jakobus Ritzisried

Vermutlich der Ort eine hochmittelalterliche Rodungssiedlung, worauf die Endung -ried hindeutet. Zunächst den Herren von Biberegg-Roggenburg gehörend, erfolgte nach deren Aussterben um 1160 ein Übergang an die Herren von Neuffen, die den nahen Ort Buch zu einem wichtigen Sitz ihrer neuen Herrschaft Weißenhorn ausbauten. Nach Heirat des Berthold II mit Juta von Marstetten erlangten die Neuffen den Titel eines Grafen von Marstetten. Beim Tode des letzten Neuffen 1342 fiel die Grafschaft Marstetten mit Hauptort Weißenhorn durch Erbschaft an die bayerischen Wittelsbacher. Diese verwalten jedoch die Herrschaft nicht selbst, sondern verpfändeten sie zunächst an die Grafen von Werdenberg, welche südlich des Bodensees erheblichen Grundbesitz hatten. 1356 erfolgte eine Weitergabe an Albrecht II. von Österreich, schließlich an die Herren von Ellerbach. Nach dem Frieden von Schärding 1369 konnte Bayern die verpfändete Herrschaft Weißenhorn zurückgewinnen, veräußerte sie aber umgehend, wiederum an die Werdenberger sowie an die Herren von Rechberg. Im Jahr 1473 wurde die Verpfändung endgültig aufgelöst, so dass Ludwig IX. von Bayern-Landshut diesen Landstrich von nun an direkt verwaltete. Während der unmittelbaren Herrschaft der Wittelsbacher erfolgte der Zukauf der Grafschaft Kirchberg, sowie der Herrschaft Pfaffenhofen, womit sich das Territorium erheblich vergrößerte. Nach Vermittlung im Landshuter Erbfolgekrieg 1504/05 konfiszierte der Deutsche König Maximilian I. die nunmehr so genannte Herrschaft Kirchberg-Weißenhorn für das Reich, um sie 1507 an seinen Bankier Jakob Fugger zu verkaufen. Nach der Eingliederung in das bayerische Staatswesen 1805 behielten die Fugger lediglich das Recht, in Weißenhorn ein Patrimonialgericht zu unterhalten, welches bis 1848 bestand und in den folgenden vier Jahren durch ein königlich bayerisches Gericht abgelöst wurde. 1852 wurde Ritzisried Teil der Gerichtsbarkeit Illertissen, wobei sich der Ort nach jahrhundertelangem Bezug zu Weißenhorn allmählich zu dem emporstrebenden Markt und nachfolgenden Kreisstadt orientierte. Diese Bezirksgerichte stellten die mittelbaren Vorläufer der späteren Landkreise dar.
Am 1. Mai 1978 wurde die bis dahin selbständige Gemeinde Ritzisried im ehemaligen Landkreis Illertissen in den Markt Buch eingegliedert.

## Sehenswürdigkeiten
- Katholische Pfarrkirche St. Jakobus. Neubau Mitte des 18. Jahrhunderts mit Deckengemälden von Franz Martin Kuen
- Burgstall östlich des Ortsteiles
- Wanderweg zur Wallfahrtskirche Zur Schmerzhaften Muttergottes (Matzenhofen)

## Verkehr
Von Ritzisried führen Ortsverbindungsstraßen nach Buch, Nordholz zur Staatsstraße 2018 sowie nach Kettershausen zur Kreisstraße NU 5.